# 軍事衛星

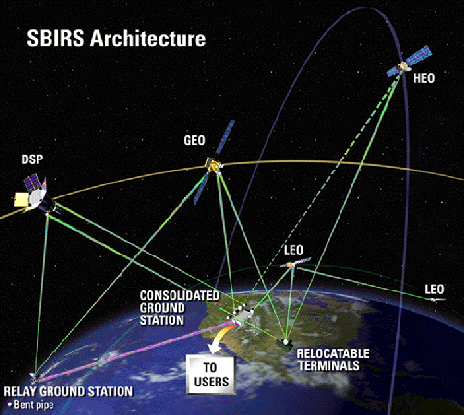
弾道ミサイルの発射を検知するSBIRS

軍事衛星（ぐんじえいせい、military satellite）とは、軍事目的に使用される宇宙兵器で、主に無人の人工衛星を指す。

## 種類
- 軍事通信衛星 -- 特に秘匿する必要のある軍用通信を中継するための衛星　（先進EHF通信衛星）
- 軍事気象衛星 -- 軍用の気象衛星　（DMSP衛星）
- 軍事航法衛星 -- GPSなどを運用し、航法情報を与える衛星　（NavstarGPS衛星）
- 軍事偵察衛星
  - 画像偵察衛星 -- 地表の画像を光学や電波により撮影するための衛星　（多種多数。例:コロナ）
  - 情報偵察衛星 -- 地表の軍事施設や移動体からの電波情報を受信する（シギント）ための衛星　（詳細不明）
  - 早期警戒衛星 -- 地表面での発射や飛行中の弾道ミサイルを探知するための衛星　（DSP衛星）
  - 核実験監視衛星 -- 地表面や空中での核実験を探知するための衛星　（ヴェラ衛星）
- 衛星攻撃衛星 -- キラー衛星（衛星攻撃兵器を参照）　（退役）